# Panorpa flavipennis
Panorpa flavipennis är en näbbsländeart som beskrevs av Carpenter 1938. Panorpa flavipennis ingår i släktet Panorpa och familjen skorpionsländor. Inga underarter finns listade i Catalogue of Life.